# Chimarra krugeri
Chimarra krugeri är en nattsländeart som beskrevs av Jacquemart 1963. Chimarra krugeri ingår i släktet Chimarra och familjen stengömmenattsländor. Inga underarter finns listade i Catalogue of Life.